# 基因改造病毒
基因改造病毒是使用生物技术方法改造或產生的病毒 ，且仍可具有感染能力 。 基因改造病毒技術，涉及把病毒基因组中的核苷酸碱基直接注入、刪除、人工合成或改變。 基因改造病毒技術的目的，通常是為了生物医学 ，农业， 生物控制或技术研究目的。基因改造病毒主要是通过在病毒基因组中加入外源基因而产生的。

## 一般用法
基因改造病毒是通过基因修改产生的，其中涉及使用生物技术方法，在病毒基因组中加入、刪除、 人工合成或改变其病毒的核苷酸序列。 尽管大多数雙鏈DNA病毒具有单一的单基因组，但是许多RNA病毒具有多部分的基因组。此外，不一定要将病毒基因组的所有部分都进行遗传修改，也可以将病毒视为遗传修改的病毒。 通过全部或部分基因组的人工基因合成 （例如，基于推断的历史序列）產生的能够感染的传染性病毒，也可以被视为转基因病毒。
將病毒的基因修改，因此可以用作将新的遗传信息，加入宿主或改变其原有的遗传材料的载体 。 
這個方法，可以通過三个过程来实现  ： 
1. 将病毒基因组的全部或部分整合到宿主的基因组中（例如整合到其染色体中）。 当整个转基因病毒基因组整合在一起时，它被称为转基因前病毒 。 当包装成病毒颗粒一部分但不一定包含任何病毒基因的DNA或RNA整合到宿主基因组中时，此过程称为转导 。
2. 在宿主细胞内维持病毒基因组，但不能作为宿主基因组的组成部分。
3. 使用生物技术方法将基因组编辑所必需的基因置于病毒的基因组中[1] ，可以对宿主的基因组进行编辑。 该过程不需要将病毒基因组整合到宿主的基因组中。

## 歷史
在1972年，最早有關成注入外來病毒基因組的文獻正式發佈，當年生物學家採用 EcoRI 限制酵素及DNA連接酶來實現第一次生物基因分子重組。
在1974年，發表出首個基因改造病毒的報告，並可成功複製及感染。 兩個月後，再有生物學家再次成功進行實驗並發表相似報告。

## 研究及應用

### 醫學
病毒基因經過人工改造，可變成專門對付癌細胞的病毒，可治療某些癌症，這些病毒軍團還能召喚免疫細胞共同消滅癌細胞。

## 陰謀論指控
2019冠狀病毒病在武漢發現後，由於位置接近武漢病毒研究所，被質疑該病毒是在實驗室中經基因改造及人工合成而產生的病毒。後來，社會又流傳另一個版本，認為病毒是由美國製造，並刻意派人到中國武漢市播毒。這兩點說法均不被主流科學界認可，並被主流科學界駁斥。